# Дани Доберсон
Сюза́нна Маргари́та Рене́ Гош (фр. Suzanne Marguerite Renée Gauche), известная под псевдонимом Дани́ Доберсо́н (фр. Dany Dauberson; 16 января 1925, Ле-Крёзо — 16 марта 1979, Марсель) — французская певица и актриса. Представительница Франции на конкурсе песни «Евровидение-1956».

## Биография
Родилась 16 января 1925 года в Ле-Крёзо.

### «Евровидение»
В 1956 году была выбрана французским национальным вещателем RTF с песней «Il est là» и вместе с Мате Альтери, которую выбрали первой участницей, стали первыми представительницами Франции на первом конкурсе песни «Евровидение», проходившем в швейцарском Лугано. Так как, на данном конкурсе был объявлен только победитель, они заняли второе место, наряду со остальными участниками.

### Авария
Вечером 7 апреля 1967 года вместе с подругой, актрисой Николь Берже и двумя собаками направлялась на отдых в Пор-ан-Бессе́н-Юппе́н попала в автокатастрофу на трассе №13 недалеко от Дюранвиля по направлению к Лизьё после проезда через Эврё, получив перелом позвоночника и многочисленные ушибы в результате вылета через ветровое стекло автомобиля Chevrolet Corvair. После аварии, была доставлена в больницу в Берне, но даже после выписки, она осталась безутешной и так и не восстановила своего идеального здоровья. Глубоко потрясенная этим трагическим событием, певица оставила карьеру после нескольких последних туров в Израиле и Греции. Разочарованная новым миром песни («Я вернусь к профессии, когда потеряю дар речи»), она управляла небольшим рестораном в Антибе.

### Смерть
Скончалась 16 марта 1979 года в Марселе от рака в возрасте 54 лет.

## Дискография

### Синглы
- 1951 — «Est-ce ma Faute»
- 1951 — «L’Orgue des Amoureux»
- 1954 — «Ton Coeur et mon Coeur»
- 1956 — «Et puis là-haut»
- 1956 — «Il est là»
- 1956 — «Prends garde»
- 1957 — «Je t'ai Choisi parmi tant d'Autres»
- 1957 — «Mélancolie»
- 1957 — «Un Jour, tu Verras...»

## Фильмография
- 1951 — «Holiday in Paris: Montparnasse»
- 1951 — «Holiday in Paris: Rue de la Paix»
- 1951 — «История пяти городов»
- 1953 — «Городской тост»
- 1954 — «Soirs de Paris»
- 1955-1956 — «... kurze Pause»
- 1956-1957 — «Trente-Six Chansons»
- 1956 — «Bouquet de joie»
- 1956 — «Here's to the Next Time»
- 1957 — «C’est arrive a 36 chandelles»
- 1957 — «Et par ici la sortie»
- 1957 — «Off the Record»
- 1957 — «Trente-Six Chandelles»
- 1958 — «Cabaret du soir»
- 1964 — «Discorama»
- 1966 — «Потасовка в Панаме»
- 1971 — «Samedi soir»